# گورنیی واکوف-اوسکوپلیه
گورنیی واکوف-اوسکوپلیه (به لاتین: Gornji Vakuf-Uskoplje) یک منطقهٔ مسکونی در بوسنی و هرزگوین است که در استان بوسنی مرکزی واقع شده‌است. گورنیی واکوف-اوسکوپلیه ۴۰۲ کیلومتر مربع مساحت و ۲۲٬۳۰۴ نفر جمعیت دارد.